# Specie di Miturgidae
Di seguito sono elencate tutte le 158 specie di ragni della famiglia Miturgidae note a giugno 2014

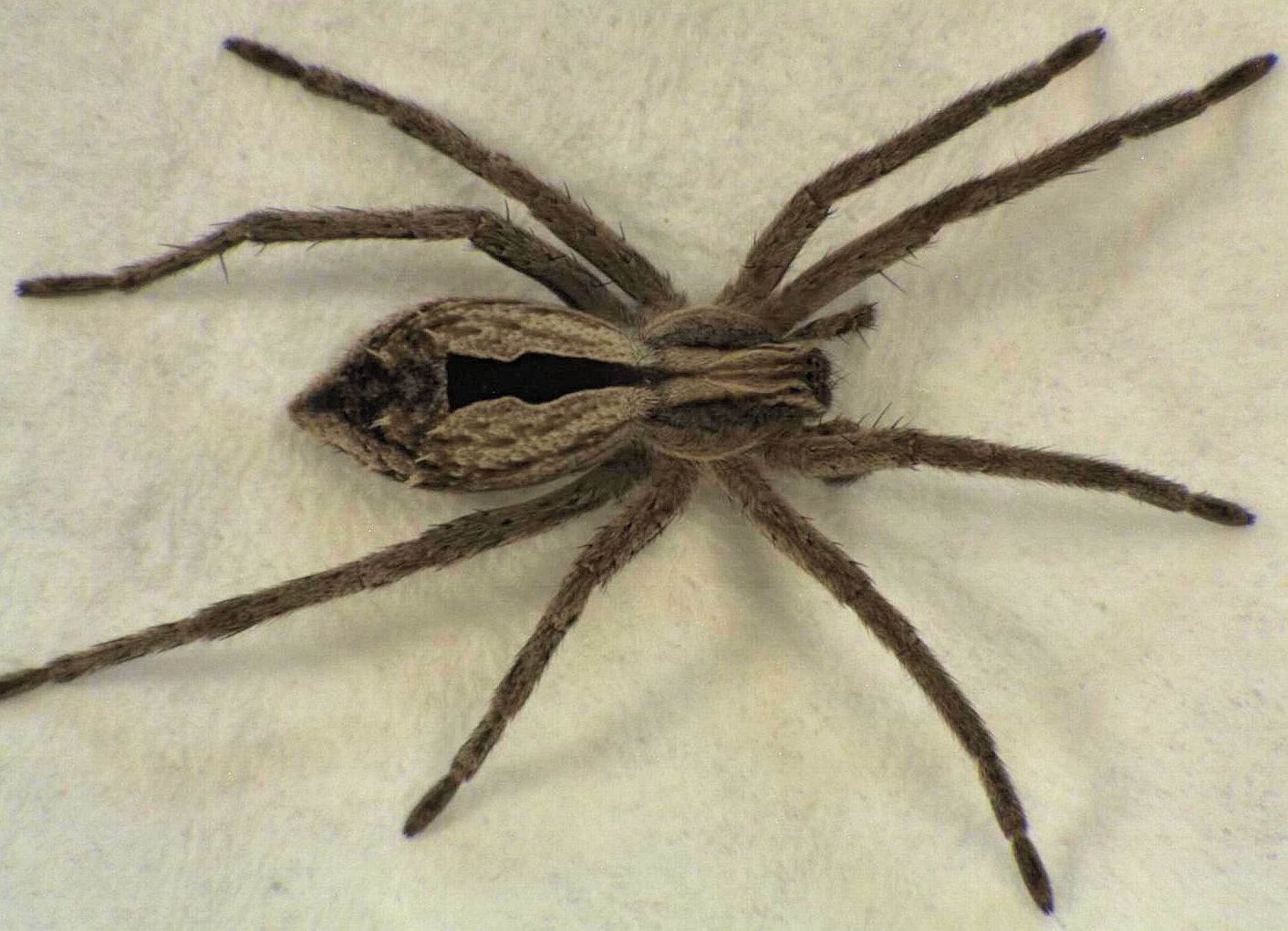
Argoctenus sp., femmina

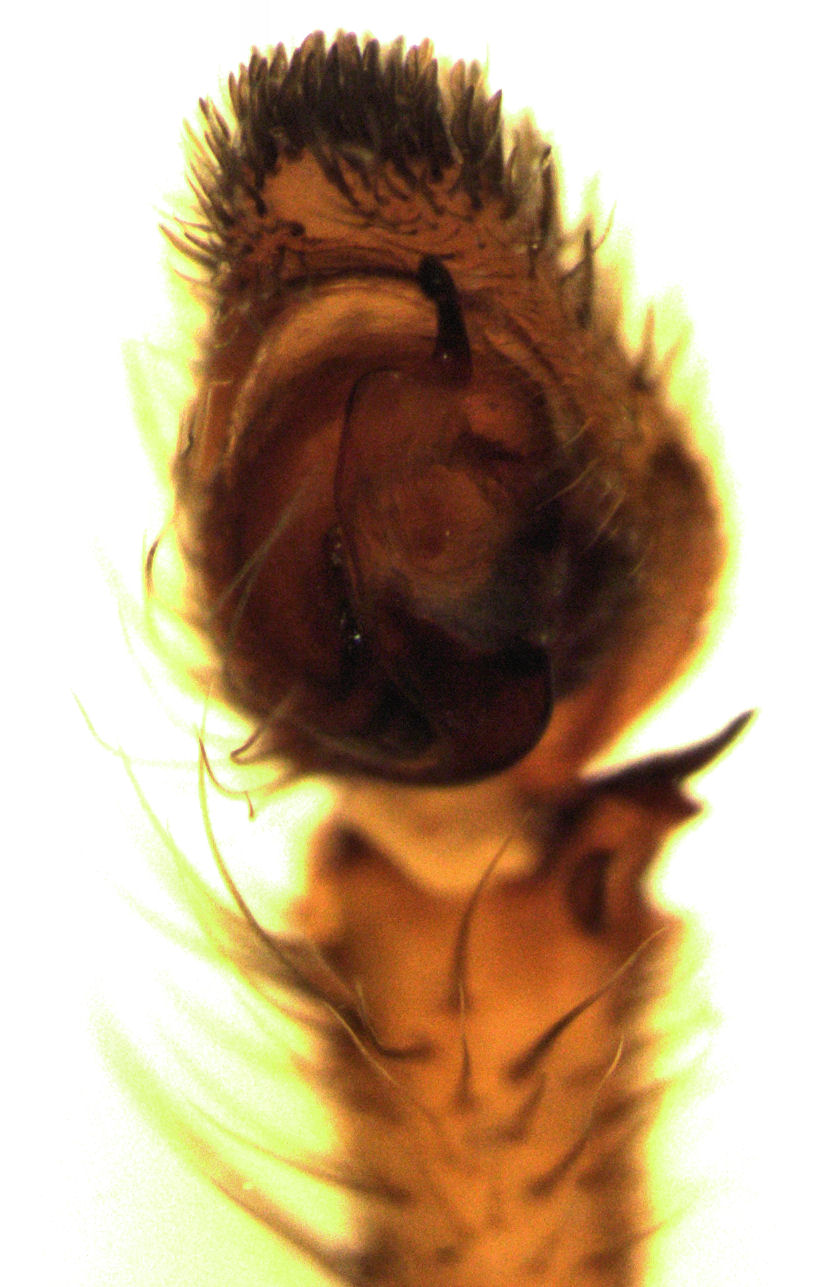
Argoctenus sp., pedipalpo maschile

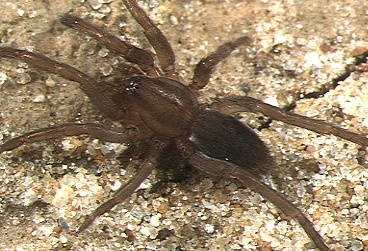
Prochora praticola, femmina

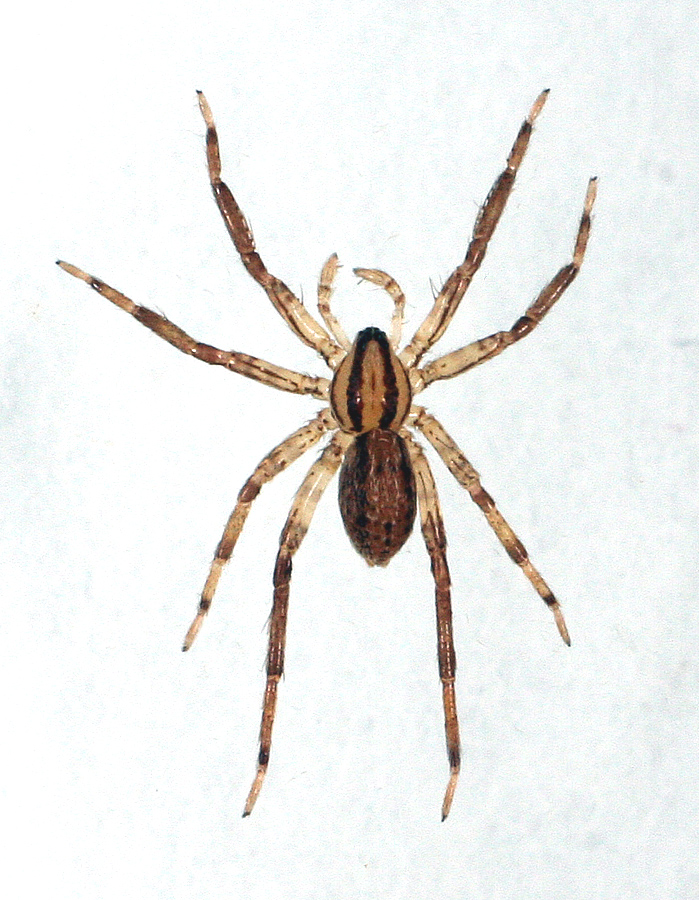
Zora spinimana

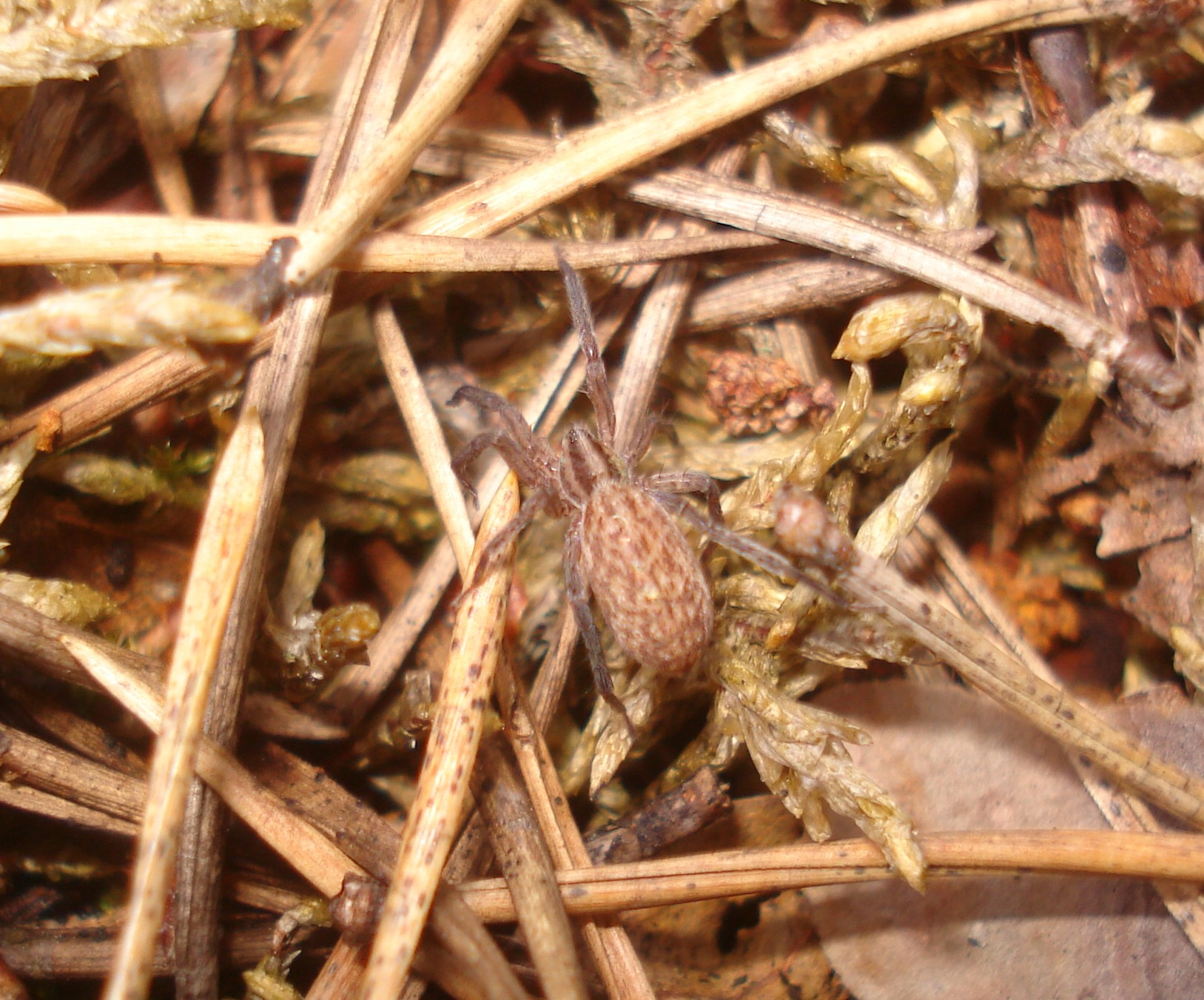
Zora silvestris

## Argoctenus
Argoctenus L. Koch, 1878
- Argoctenus aureus (Hogg, 1911) — Nuova Zelanda
- Argoctenus australianus (Karsch, 1878) — Nuovo Galles del Sud
- Argoctenus bidentatus (Main, 1954) — Australia occidentale
- Argoctenus devisi Rainbow, 1898 — Nuova Guinea
- Argoctenus gracilis (Hickman, 1950) — Australia meridionale
- Argoctenus hystriculus Simon, 1909 — Australia occidentale
- Argoctenus igneus L. Koch, 1878 — Australia occidentale
- Argoctenus nebulosus Simon, 1909 — Australia occidentale
- Argoctenus pectinatus Hogg, 1900 — Victoria
- Argoctenus pictus L. Koch, 1878 — Australia
- Argoctenus vittatus (Simon) (Simon, 1889) — Australia, Nuova Caledonia
- Argoctenus vittatus (Rainbow) (Rainbow, 1920) — Isola Lord Howe (Oceano Indiano)

## Diaprograpta
Diaprograpta Simon, 1909
- Diaprograpta abrahamsae Raven, 2009 — Queensland
- Diaprograpta alfredgodfreyi Raven, 2009 — Victoria
- Diaprograpta hirsti Raven, 2009 — Australia meridionale
- Diaprograpta peterandrewsi Raven, 2009 — Queensland
- Diaprograpta striola Simon, 1909 — Australia occidentale

## Elassoctenus
Elassoctenus Simon, 1909
- Elassoctenus harpax Simon, 1909 — Australia occidentale

## Eupograpta
Eupograpta Raven, 2009
- Eupograpta anhat Raven, 2009 — Queensland
- Eupograpta kottae Raven, 2009 — Australia occidentale

## Hestimodema
Hestimodema Simon, 1909
- Hestimodema ambigua Simon, 1909 — Australia occidentale
- Hestimodema latevittata Simon, 1909 — Australia occidentale

## Hoedillus
Hoedillus Simon, 1898
- Hoedillus sexpunctatus Simon, 1898 — Guatemala

## Israzorides
Israzorides Levy, 2003
- Israzorides judaeus Levy, 2003 — Israele

## Mituliodon
Mituliodon Raven & Stumkat, 2003
- Mituliodon tarantulinus (L. Koch, 1873) — Timor, Australia

## Miturga
Miturga Thorell, 1870
- Miturga agelenina Simon, 1909 — Australia occidentale, Victoria, Tasmania
- Miturga albopunctata Hickman, 1930 — Tasmania
- Miturga annulipes (Lucas, 1844) — Australia
- Miturga catograpta Simon, 1909 — Australia occidentale
- Miturga fagei Kolosváry, 1934 — Nuova Guinea
- Miturga ferina Simon, 1909 — Australia occidentale
- Miturga gilva L. Koch, 1872 — Australia
- Miturga impedita Simon, 1909 — Australia occidentale
- Miturga lineata Thorell, 1870 — Australia
- Miturga necator (Walckenaer, 1837) — Tasmania
- Miturga occidentalis Simon, 1909 — Australia occidentale
- Miturga parva Hogg, 1914 — Australia occidentale
- Miturga severa Simon, 1909 — Australia occidentale
- Miturga splendens Hickman, 1930 — Tasmania
- Miturga thorelli Simon, 1909 — Australia occidentale
- Miturga whistleri Simon, 1909 — Australia occidentale

## Mitzoruga
Mitzoruga Raven, 2009
- Mitzoruga elapines Raven, 2009 — Queensland
- Mitzoruga insularis Raven, 2009 — dall'Australia occidentale al Nuovo Galles del Sud
- Mitzoruga marmorea (Hogg, 1896) — Territorio del Nord, Australia meridionale

## Nuliodon
Nuliodon Raven, 2009
- Nuliodon fishburni Raven, 2009 — Queensland

## Odo
Odo Keyserling, 1887
- Odo abudi Alayón, 2002 — Hispaniola
- Odo agilis Simon, 1897 — Isola Saint Thomas (Isole Vergini statunitensi)
- Odo ariguanabo Alayón, 1995 — Cuba
- Odo australiensis Hickman, 1944 — Australia centrale
- Odo blumenauensis Mello-Leitão, 1927 — Brasile
- Odo bruchi (Mello-Leitão, 1938) — Argentina
- Odo cubanus (Franganillo, 1946) — Cuba
- Odo desenderi Baert, 2009 — isole Galapagos
- Odo drescoi (Caporiacco, 1955) — Venezuela
- Odo galapagoensis Banks, 1902 — Isole Galapagos
- Odo gigliolii Caporiacco, 1947 — Guyana
- Odo incertus Caporiacco, 1955 — Venezuela
- Odo insularis Banks, 1902 — Isole Galapagos
- Odo keyserlingi Kraus, 1955 — El Salvador
- Odo lenis Keyserling, 1887 — Nicaragua
- Odo limitatus Gertsch & Davis, 1940 — Messico
- Odo lycosoides (Chamberlin, 1916) — Perù
- Odo maelfaiti Baert, 2009 — isole Galapagos
- Odo obscurus Mello-Leitão, 1936 — Brasile
- Odo patricius Simon, 1900 — Cile
- Odo pulcher Keyserling, 1891 — Brasile
- Odo roseus (Mello-Leitão, 1941) — Argentina
- Odo sericeus (Mello-Leitão, 1944) — Argentina
- Odo serrimanus Mello-Leitão, 1936 — Brasile
- Odo similis Keyserling, 1891 — Brasile
- Odo tulum Alayón, 2003 — Messico
- Odo vittatus (Mello-Leitão, 1936) — Brasile

## Odomasta
Odomasta Simon, 1909
- Odomasta guttipes (Simon, 1903) — Tasmania

## Pacificana
Pacificana Hogg, 1904
- Pacificana cockayni Hogg, 1904 — Nuova Zelanda

## Palicanus
Palicanus Thorell, 1897
- Palicanus caudatus Thorell, 1897 — Myanmar, Cina, Indonesia, Isole Seychelles

## Parapostenus
Parapostenus Lessert, 1923
- Parapostenus hewitti Lessert, 1923 — Africa meridionale

## Paravulsor
Paravulsor Mello-Leitão, 1922
- Paravulsor impudicus Mello-Leitão, 1922 — Brasile

## Prochora
Prochora Simon, 1886
- Prochora lycosiformis (O. P.-Cambridge, 1872) — Sicilia, Israele
- Prochora praticola (Bösenberg & Strand, 1906) — Cina, Corea, Giappone

## Pseudoceto
Pseudoceto Mello-Leitão, 1929
- Pseudoceto pickeli Mello-Leitão, 1929 — Brasile

## Simonus
Simonus Ritsema, 1881
- Simonus lineatus (Simon, 1880) — Australia occidentale

## Syrisca
Syrisca Simon, 1886
- Syrisca albopilosa Mello-Leitão, 1941 — Colombia
- Syrisca arabs Simon, 1906 — Sudan
- Syrisca drassiformis Strand, 1906 — Etiopia
- Syrisca longicaudata Lessert, 1929 — Congo
- Syrisca mamillata Caporiacco, 1941 — Etiopia
- Syrisca patagonica (Boeris, 1889) — Argentina
- Syrisca pictilis Simon, 1886 — Senegal
- Syrisca russula Simon, 1886 — Etiopia
- Syrisca senegalensis (Walckenaer, 1842) — Senegal

## Syspira
Syspira Simon, 1895
- Syspira analytica Chamberlin, 1924 — USA, Messico
- Syspira eclectica Chamberlin, 1924 — USA, Messico
- Syspira longipes Simon, 1895 — Messico
- Syspira pallida Banks, 1904 — USA
- Syspira synthetica Chamberlin, 1924 — Messico
- Syspira tigrina Simon, 1895 — USA, Messico

## Systaria
Systaria Simon, 1897
- Systaria acuminata Dankittipakul & Singtripop, 2011 — Indonesia, Thailandia
- Systaria barkudensis (Gravely, 1931) — India
- Systaria bifida Dankittipakul & Singtripop, 2011 — Birmania, Thailandia
- Systaria bohorokensis Deeleman-Reinhold, 2001 — Sumatra
- Systaria cervina (Simon, 1897) — Filippine
- Systaria decidua Dankittipakul & Singtripop, 2011 — Thailandia
- Systaria deelemanae Dankittipakul & Singtripop, 2011 — Filippine
- Systaria dentata Deeleman-Reinhold, 2001 — Sumatra
- Systaria drassiformis Simon, 1897 — Giava
- Systaria elberti (Strand, 1913) — Lombok (Indonesia)
- Systaria gedensis Simon, 1897 — Giava
- Systaria hainanensis Zhang, Fu & Zhu, 2009 — Cina
- Systaria insolita Dankittipakul & Singtripop, 2011 — Thailandia
- Systaria insulana (Rainbow, 1902) — Nuove Ebridi
- Systaria lanna Dankittipakul & Singtripop, 2011 — Thailandia
- Systaria leoi (Barrion & Litsinger, 1995) — Filippine
- Systaria mengla (Song & Zhu, 1994) — Cina
- Systaria scapigera Dankittipakul & Singtripop, 2011 — Nuova Guinea

## Tamin
Tamin Deeleman-Reinhold, 2001
- Tamin pseudodrassus Deeleman-Reinhold, 2001 — Borneo, Celebes
- Tamin simoni Deeleman-Reinhold, 2001 — Borneo

## Teminius
Teminius Keyserling, 1887
- Teminius affinis Banks, 1897 — USA, Messico
- Teminius agalenoides (Badcock, 1932) — Paraguay, Argentina
- Teminius hirsutus (Petrunkevitch, 1925) — dal Messico al Venezuela, Indie occidentali
- Teminius insularis (Lucas, 1857) — USA, dalle Grandi Antille all'Argentina
- Teminius monticola (Bryant, 1948) — Hispaniola

## Thasyraea
Thasyraea L. Koch, 1878
- Thasyraea lepida L. Koch, 1878 — Nuovo Galles del Sud
- Thasyraea ornata L. Koch, 1878 — Queensland

## Tuxoctenus
Tuxoctenus Raven, 2008
- Tuxoctenus gloverae Raven, 2008 — Queensland, Nuovo Galles del Sud
- Tuxoctenus linnaei Raven, 2008 — Australia occidentale e meridionale
- Tuxoctenus mcdonaldae Raven, 2008 — Australia occidentale, Queensland

## Voraptus
Voraptus Simon, 1898
- Voraptus aerius Simon, 1898 — Congo
- Voraptus affinis Lessert, 1925 — Africa meridionale
- Voraptus exilipes (Lucas, 1858) — Gabon
- Voraptus extensus Lessert, 1916 — Africa orientale
- Voraptus orientalis Hogg, 1919 — Sumatra
- Voraptus tenellus (Simon, 1893) — Isole Seychelles

## Xantharia
Xantharia Deeleman-Reinhold, 2001
- Xantharia floreni Deeleman-Reinhold, 2001 — Borneo
- Xantharia galea Zhang, Zhang & Fu, 2010 — Cina
- Xantharia murphyi Deeleman-Reinhold, 2001 — Sumatra

## Xenoctenus
Xenoctenus Mello-Leitão, 1938
- Xenoctenus marmoratus Mello-Leitão, 1941 — Argentina
- Xenoctenus pampeanus Mello-Leitão, 1940 — Argentina
- Xenoctenus patagonicus Mello-Leitão, 1940 — Argentina
- Xenoctenus unguiculatus Mello-Leitão, 1938 — Argentina

## Zealoctenus
Zealoctenus Forster & Wilton, 1973
- Zealoctenus cardronaensis Forster & Wilton, 1973 — Nuova Zelanda

## Zora
Zora C. L. Koch, 1847
- Zora acuminata Zhu & Zhang, 2006 — Cina
- Zora alpina Kulczynski, 1915 — Svizzera, Italia
- Zora armillata Simon, 1878 — Europa, Russia
- Zora distincta Kulczynski, 1915 — Europa orientale
- Zora hespera Corey & Mott, 1991 — USA, Canada
- Zora lyriformis Song, Zhu & Gao, 1993 — Cina
- Zora manicata Simon, 1878 — Europa, Ucraina, Israele
- Zora nemoralis (Blackwall, 1861) — Regione paleartica
- Zora opiniosa (O. P.-Cambridge, 1872) — Libano
- Zora palmgreni Holm, 1945 — Svezia
- Zora parallela Simon, 1878 — Europa, Russia
- Zora pardalis Simon, 1878 — dall'Europa al Kazakistan
- Zora prespaensis Drensky, 1929 — Macedonia
- Zora pumila (Hentz, 1850) — USA
- Zora silvestris Kulczynski, 1897 — dall Europa all'Asia centrale
- Zora spinimana (Sundevall, 1833) — Regione paleartica

## Zoroides
Zoroides Berland, 1924
- Zoroides dalmasi Berland, 1924 — Nuova Caledonia